# حديقة كاساي رينكاي
حديقة كاساي رينكاي (葛西 臨海 公園 Kasai Rinkai Kōen) هي حديقة في Edogawa ، طوكيو، اليابان، افتتحت رسميًا في 1 يونيو 1989. تضم الحديقة ملاذ للطيور وحوض طوكيو سي لايف بارك المائي. تم بناؤه على أرض مستصلحة تضم جزيرتين من صنع الإنسان، ومنصة مراقبة وفندق. وهي ثاني أكبر حديقة في الأحياء 23 لطوكيو (بعد حديقة ميزوموتو).
دولاب الماس و الزهرة بطول 117 متر (384 قدم) افتتح في الحديقة في عام 2001. في الايام الصافية يطل الدولاب على مناظر لخليج طوكيو، وشيبا، وإدوغاوا، وطوكيو ديزني لاند، وجبل فوجي. يقال أنه ثاني أطول عجلة فيريس في اليابان.
تم تخصيص حوالي ثلث المنتزه كملاذ للطيور البحرية، والذي يضم مركزًا للطيور البحرية يوفر معلومات عن أنواع الطيور المحلية. تحتوي الحديقة أيضًا على شاطئين على الجزر الاصطناعية. ترتبط الجزيرة الغربية بالأرض عن طريق جسر كاساي ناجيسا وهي مكان شعبي للترفيه. الجزيرة الشرقية مغلقة للجمهور كموطن للطيور ومحمية رامسار منذ عام 2018.
الحديقة مزدحمة دائمًا خلال فترة «هانامي» في الربيع، عندما تتفتح الحفلة اليابانية تحت أشجار الكرز.

تستضيف الحديقة فعاليات الكانوي المتعرج في دورة الألعاب الأولمبية الصيفية 2020. 

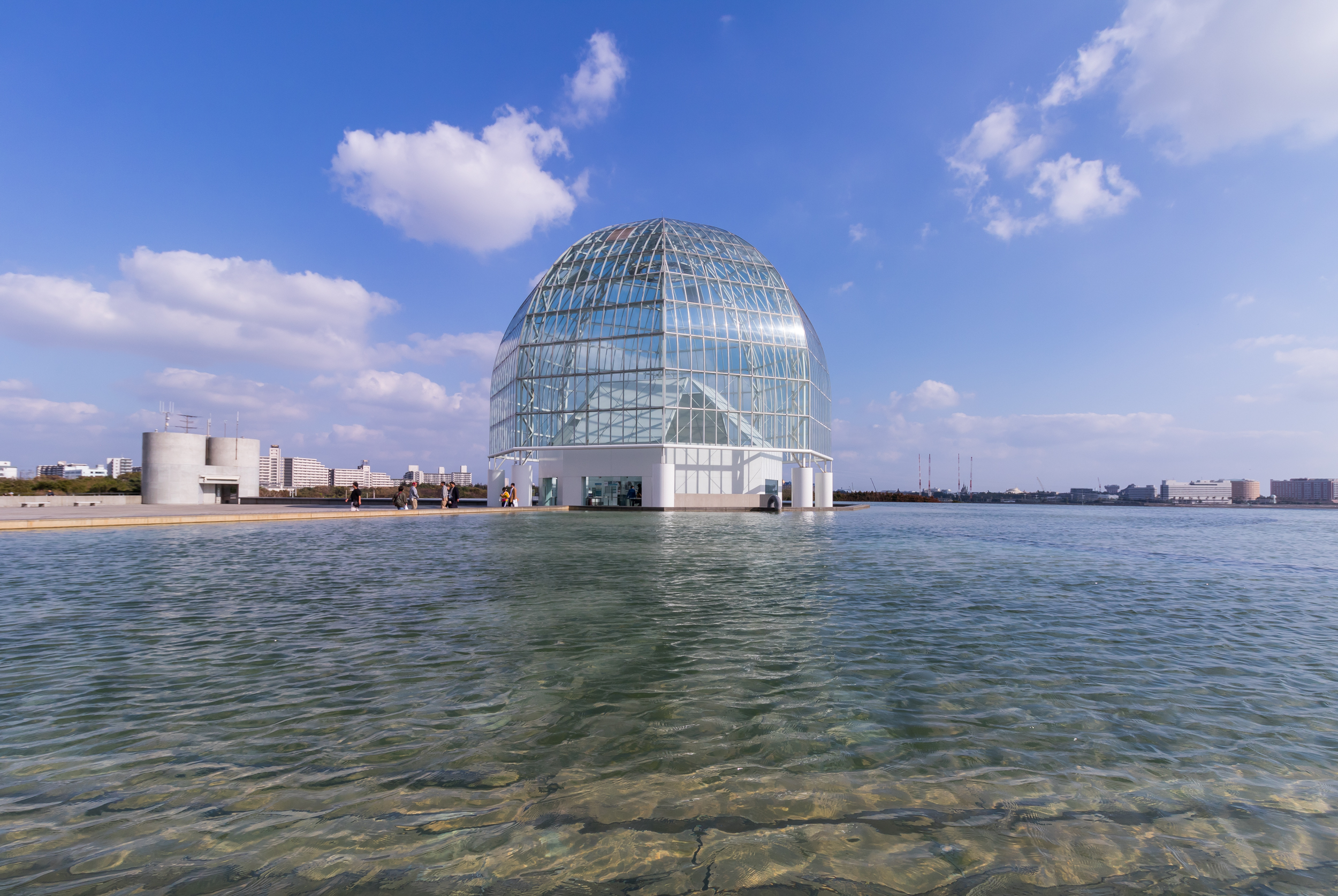
حديقة أسماك طوكيو سي لايف بارك
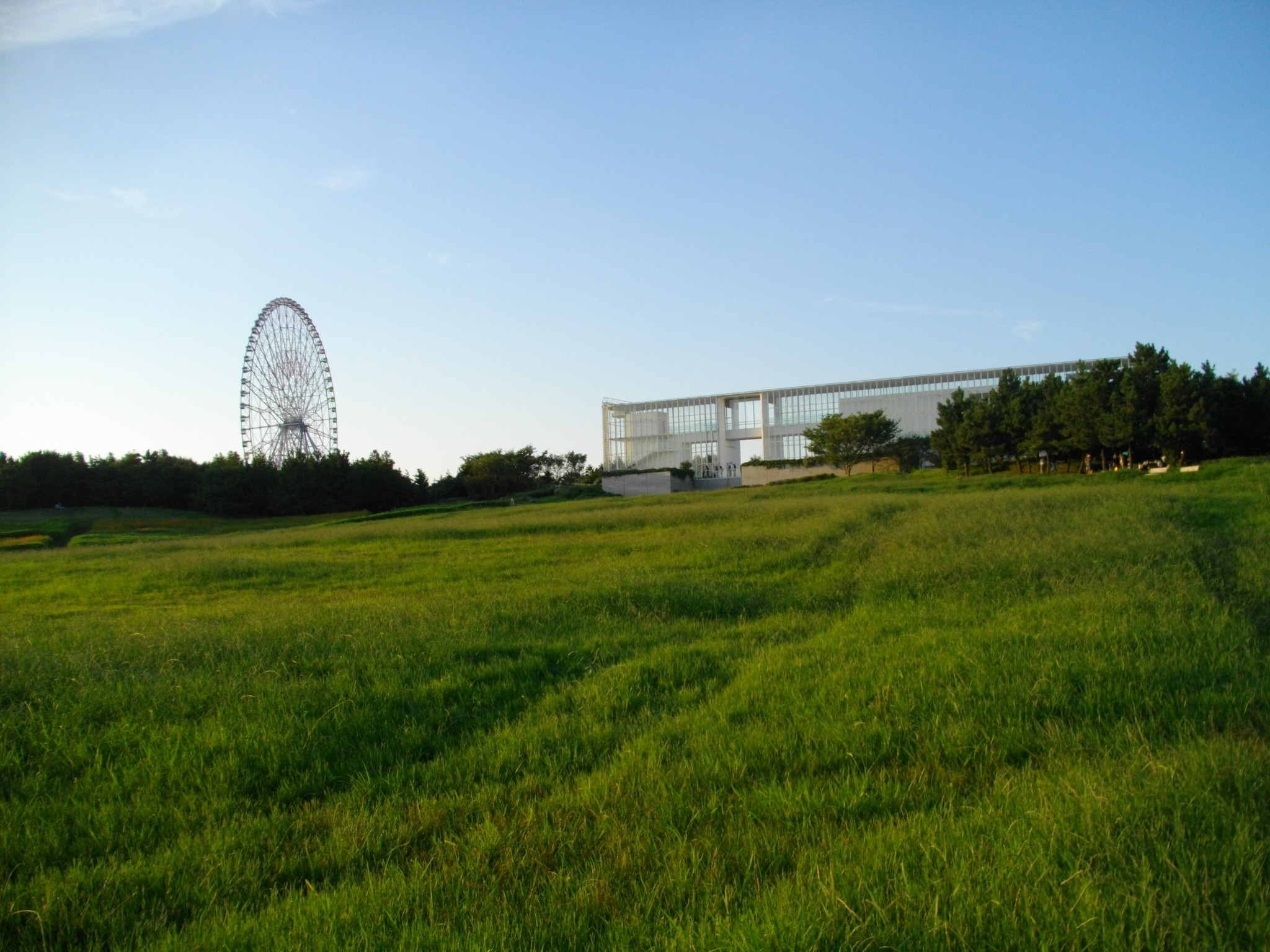
عجلة فيريس وسطح المراقبة
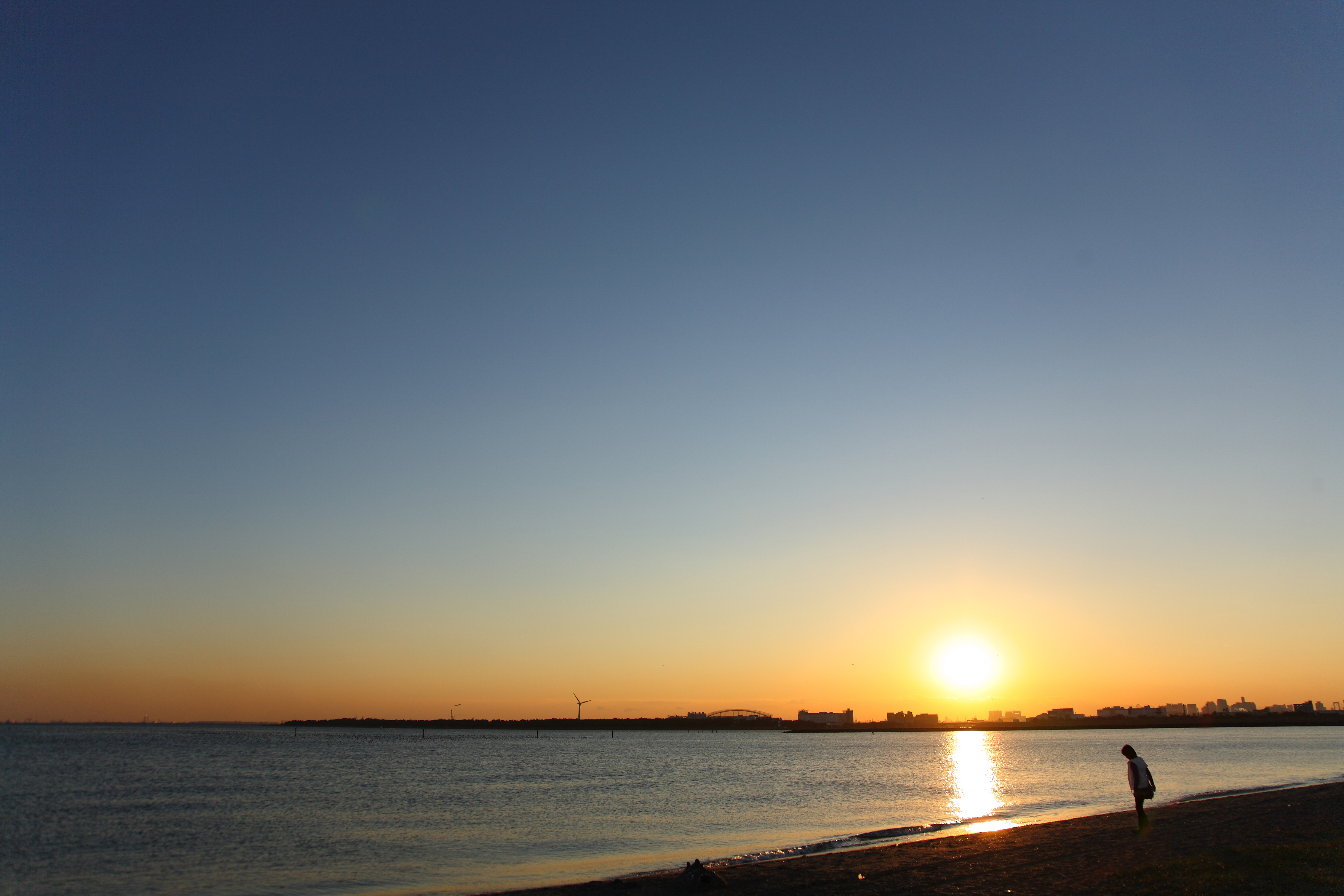
غروب الشمس على الشاطئ
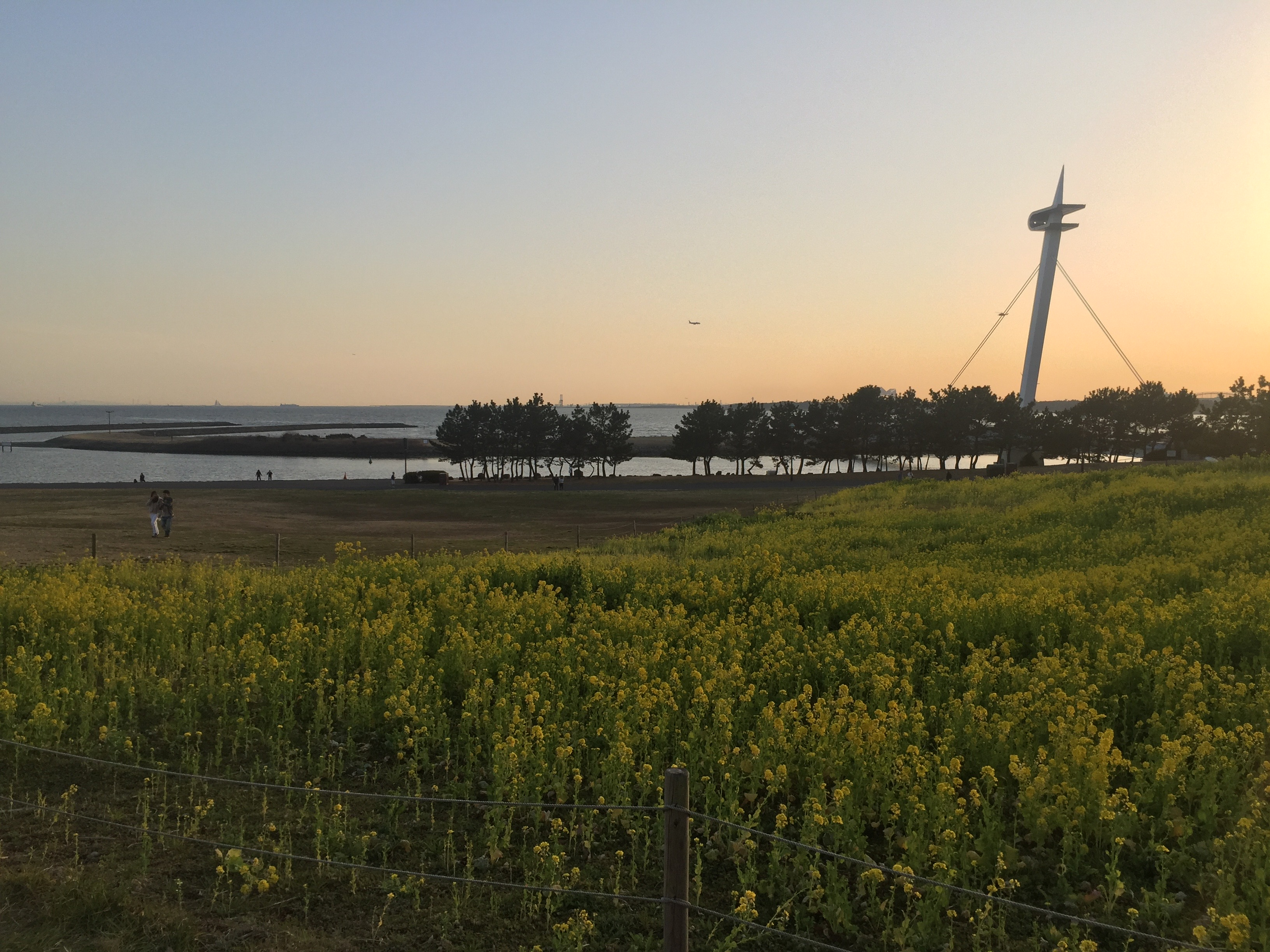
جسر كاساي ناجيسا

## روابط خارجية
- موقع جمعية طوكيو متروبوليتان بارك باللغة الإنجليزية
- دليل اليابان